# Свистунов, Борис Владимирович
Борис Владимирович Свистунов (Boris V. Svistunov)— российский и американский физик, автор научных работ с высоким индексом цитирования (индекс Хирша 51).
Родился 22.10.1959.
Окончил МИФИ (1983).
В 1986—2003 годах работал в Курчатовском институте, с 2003 года внештатный сотрудник.
В 1990 году защитил диссертацию: Квантовые эффекты в кинетических и оптических свойствах спин-поляризованного атомарного водорода : диссертация … кандидата физико-математических наук : 01.04.02 / Ин-т атомной энергии им. И. В. Курчатова. — Москва, 1990. — 124 с. : ил.
С 2003 года научный сотрудник отделения физики Массачусетского университета, Амхерст, США.
Профессор. В 2008 году присвоен статус Fellow Американского физического общества.
Соавтор открытия алгоритма: Boninsegni, M; Prokof’ev, Nikolai; and Svistunov, Boris, «Worm algorithm and diagrammatic Monte Carlo: A new approach to continuous-space path integral Monte Carlo simulations» (2006). Physics Review E. 1137
Соавтор книги: Superfluid States of Matter Авторы: Boris V. Svistunov, Egor S. Babaev, Nikolay V. Prokof’ev. 2015 CRC Press. 583 pages

## Избранные статьи
- Свистунов Б. В., Шляпников Г. В. Влияние бозе-конденсации на неупругие процессы в газе // Письма в КЭТФ, 1985, 42, 169—172.
- Erratum: Kinetics of Bose condensation in an interacting Bose gas // [Sov. Physics — JETP 74, 279—285 (February 1992)]. / Yu. M. Kagan, B.V. Svistunov, G.V. Shlyapnikov // JETP, 1992 г., Том 75, Вып. 2, стр. 387
- Kinetics of Bose condensation in an interacting Bose gas. / Yu. M. Kagan, B.V. Svistunov, G.V. Shlyapnikov. // JETP, 1992 г., Том 74, Вып. 2, стр. 279
- Kinetics of the onset of long-range order durlng Bose condensation in an Interacting gas. / Yu. Kagan, B.V. Svistunov // JETP, 1994 г., Том 78, Вып. 2, стр. 187
- Resonance optics of the low-temperature quantum gases H and D. / B.V. Svistunov, G.V. Shlyapnikov. // JETP, 1990 г., Том 70, Вып. 3, стр. 460
- Influence on inelastic processes of the phase transition in a weakly collisional two-dimensional Bose gas. / Yu. Kagan, B.V. Svistunov, G.V. Shlyapnikov. // JETP, 1987 г., Том 66, Вып. 2, стр. 314

Список публикаций https://scholar.google.ch/citations?user=wA8fhDcAAAAJ&hl=en
Статьи, процитированные свыше 400 раз:
- Counterflow superfluidity of two-species ultracold atoms in a commensurate optical lattice. / A.B. Kuklov, B.V. Svistunov // Physical review letters, 2003 — процитирована 442 раза
- Exact, complete, and universal continuous-time worldline Monte Carlo approach to the statistics of discrete quantum systems. / N.V. Prokof’еv, B.V. Svistunov, I.S. Tupitsyn.  // Journal of Experimental and Theoretical Physics, 1998 — процитирована 401 раз.